# ژیلبرتو نولتی
ژیلبرتو نولتی (انگلیسی: Gilberto Noletti؛ ۹ مهٔ ۱۹۴۱ – ۲۸ آوریل ۲۰۲۴) بازیکن فوتبال اهل ایتالیا بود.
از باشگاه‌هایی که در آن بازی کرده‌است می‌توان به باشگاه فوتبال سورنتو کالچو، باشگاه ورزشی لاتزیو، باشگاه فوتبال یوونتوس، باشگاه فوتبال سمپدوریا، و باشگاه فوتبال آ.ث. میلان اشاره کرد.